# Jouer sa peau

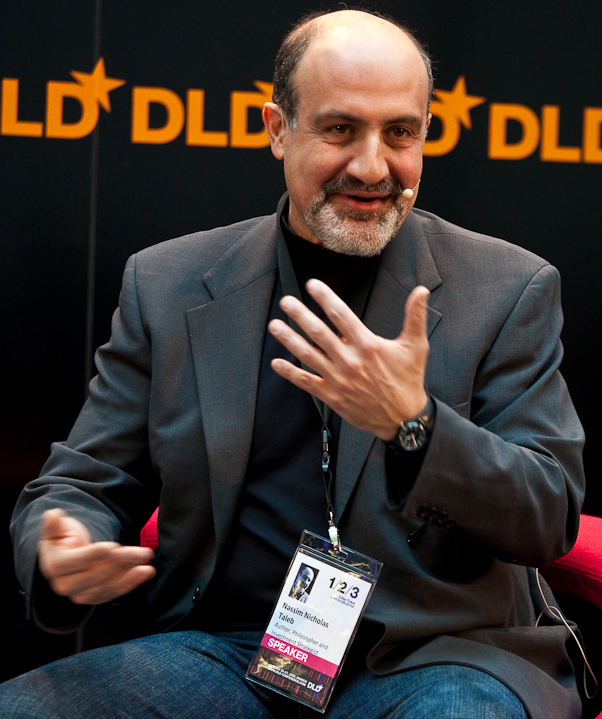
Image de Nassim Nicholas Taleb, liée à l'article Jouer sa peau : Asymétries cachées dans la vie quotidienne est un essai publié en 2018Aide

Jouer sa peau : Asymétries cachées dans la vie quotidienne ((en) Skin in the Game: Hidden Asymmetries in Daily Life) est un essai publié en 2018 par Nassim Nicholas Taleb.
Auteur à succès du Cygne noir, Taleb développe ici que jouer sa peau (prendre un maximum de risque et non chercher à le minimiser) dans le jeu de la vie quotidienne est une attitude nécessaire pour plus d'équité, d'efficacité commerciale, dans la gestion des risques et d'une manière générale, pour comprendre et envisager le monde.
Le livre fait partie d'une somme philosophique en plusieurs tomes de Taleb portant sur l'incertitude et intitulée « Incerto », qui comprend aussi Le Hasard sauvage (2001), Le Cygne noir (2007), Force et fragilité (2010) et Antifragile (2012).

## L'asymétrie et le manque d'incitations
Si un acteur économique reçoit des récompenses en vertu d'une politique qui promeut ou soutient sans accepter aucun des risques que cette action induit, les économistes considèrent qu'il s'agit d'un problème d '« incitations manquantes ». En revanche, pour Taleb, le problème est plus fondamentalement celui de l'asymétrie : d'un côté, un acteur économique obtient les récompenses, de l'autre, certains restent aux prises avec les risques.
Taleb affirme que « pour la justice sociale, privilégiez la symétrie et le partage des risques, vous ne pouvez pas faire de profits et transférer les risques aux autres, comme le font les banquiers et les grandes entreprises. Inciter les acteurs à jouer leur peau corrige mieux cette asymétrie que des milliers de lois et règlements. »,,

### La centralité des incitations négatives
Selon Taleb, tous les acteurs économiques doivent supporter le coût de leurs échecs publics. Un gestionnaire de fonds qui obtient un pourcentage sur ses victoires, mais aucune pénalité en cas de perte : il est incité à jouer avec les fonds de ses clients. Ce genre de situation qui montre que certaines actions ne présentent aucun risque signifie que l'acteur économique ici n'a pas à jouer sa peau, autrement dit à se mettre en péril : cette situation est la source de nombreux maux.
Un processus évolutif constitue également un argument en faveur du fait de jouer sa peau : ceux qui se trompent ne survivront pas, donc les processus évolutionnaires élimineront (physiquement ou au sens figuré en faisant faillite, etc.) ceux qui tendent à faire des choix stupides. Tant que l'on ne joue pas sa peau, ce processus ne peut pas fonctionner.

### Exemples
Robert Rubin, directeur et conseiller senior hautement rémunéré chez Citigroup, à l'origine d'investissements et de placements de fort volumes, n'a payé aucune pénalité financière quand Citigroup a dû être sauvé par les contribuables américains.
Taleb fait remarquer que de nombreux bellicistes ou de « va-t-en guerre » ne prendront pas le risque de mourir au cours d'une guerre, sur le champ de bataille, pour une cause qu'ils défendent.

## D'autres idées
- Intellectual Yet Idiot (IYI), avec cette expression Taleb affirme qu'être éduqué et se prétendre « intellectuel » ne garantit pas le fait de n'être jamais idiot. « Vous pouvez être un intellectuel mais être encore un idiot. Les philistins instruits ont eu tort sur tout, du stalinisme à l'Irak aux régimes à faible teneur en glucides. »

## Dédicace
Le livre est dédié à « deux hommes courageux », Ron Paul, qualifié de « Romain chez les Grecs », et Ralph Nader, « un saint Gréco-Phénicien »,.